# Sherman Firefly
Der Sherman Firefly (auf Deutsch: Leuchtkäfer) war ein britischer Kampfpanzer auf Basis der des US-amerikanischen M4 Sherman mit einer deutlich stärkeren Kanone. Er sollte als provisorische Lösung die überlegene Feuerkraft der deutschen Panzer Panther und Tiger kontern, bis stärkere britische Eigenentwicklungen fertiggestellt waren. Der Einbau der «Ordnance Quick-Firing 17-pounder»-Panzerabwehrkanone führte zu hoher Kampfkraft. Obwohl auf Umwegen bzw. ohne offizielle Genehmigung entwickelt, wurde der Sherman Firefly durch die «17-pdr» zu einem wirkungsvollen Kampfpanzer auf dem westeuropäischen Kriegsschauplatz.

## Entwicklung
Bis zur Entwicklung des Sherman Firefly bzw. A30 Cruiser Mk VIII Challenger fehlte es den britischen Panzereinheiten an einem Gegenstück zu den kampfstarken Panther und Tiger, die ab 1943 in wachsender Zahl auf den europäischen Schlachtfeldern anzutreffen waren. Eines der Probleme bestand in der Tatsache, dass die Durchschlagskraft der britischen Panzerkanonen die Panzerung deutscher Panzer nicht überwinden konnte. Allerdings besaßen die britischen Streitkräfte eine potente Panzerabwehrkanone – die «Ordnance Quick-Firing 17-pounder». Diese konnte mit APDS-Geschossen (Armour-piercing discarding sabot) selbst die Panzerung schwerer deutscher Kampfwagen durchschlagen.
Die «17-pdr»-Kanone wurde seitens der britischen Armeeführung als Bewaffnung für eine Neuentwicklung, den A30 Cruiser Mk VIII Challenger, vorgesehen, die im Zug ihrer ersten Erprobung allerdings deutliche Defizite offenbarte und seitens der Truppe kritisiert wurde. In der Royal Armoured Corps Gunnery School Lulworth/Dorset begann Major George Brighty auf eigene Faust mit der «17-pdr»-Kanone und dem M4 Sherman zu experimentieren. Obwohl sich diese Kombination in der Praxis als tauglich herausstellte, untersagte das DTD (Department of Tank Design) weitere Experimente. Erst über Umwege gelang es Brighty und im weiteren Verlauf Lt. Col. George Witheridge, die Entwicklung des Firefly voranzutreiben.
Ein großes Problem konnten beide allerdings nicht lösen: den enormen Rohrrücklauf der «17-pdr». Er war mit etwa 1 Meter zu viel für den Turm des Sherman. Erst durch die Arbeit eines ehemaligen Vickers-Ingenieurs, W. G. K. Kilbourn, ließ sich dieses Problem durch die Konstruktion eines neuen Rückholsystems lösen. Zusätzlich wurden am ursprünglichen Design weitere Veränderungen, etwa an der Position der Funkausrüstung, vorgenommen. Darüber hinaus musste der Lademechanismus der Kanone entscheidend verändert werden, um das Laden zu erleichtern. Das Ergebnis war die «17-pounder Mk IV». Abgesehen von den Modifikationen im Zusammenhang mit der Aufnahme einer größeren Kanone blieb das Design des M4 unverändert, sowohl in Bezug auf die Panzerung wie auch die Motorisierung.

## Bewaffnung
Die Hauptbewaffnung des Sherman Firefly bestand aus der modifizierten 17-pounder-Mk-IV-Kanone mit einem Kaliber von 76,2 mm und einer Länge von knapp 4,20 Metern (55 Kaliber). Obwohl für eine Gesamtkapazität von 78 Schuss Munition für die 17-pdr-Kanone ausgelegt, führten Besatzungen des Firefly in der Regel nur 77 Schuss mit. Links der 17-pdr-Kanone war ein koaxiales Maschinengewehr vom Kaliber .30-in. (Browning M1919A4) angebracht. Zusätzlich konnte ein Sherman Firefly mit Maschinengewehren auf dem Turmdach ausgerüstet werden (historische Aufnahmen zeigen beispielsweise Panzer mit Vickers-Zwillings-MGs) und verfügte über 2-Inch-Nebelwerfer. Das Bug-MG eines Standard-Sherman fehlte im Firefly genauso wie der Funker als fünftes Besatzungsmitglied.
Hauptsächlich kamen im Firefly folgende Munitionstypen zum Einsatz:
- APC (Armour Piercing Capped; panzerbrechend, mit Kappe)
- APCBC (Armour Piercing Capped Ballistic Capped; panzerbrechend, mit Kappe und ballistischer Haube)
- HE (High Explosive; Hochexplosivgeschoss)
- APDS (Armor Piercing Discarding Sabot; panzerbrechend, mit Treibspiegel; ab August 1944, konnten erst nach einer Modifikation der eiförmigen Mündungsfeuerbremse eingesetzt werden)

Im Normalfall führte ein Sherman Firefly eine Munitionszuladung bestehend aus 50 Prozent panzerbrechenden Geschossen und 50 Prozent Hochexplosivgeschossen im Einsatz mit.

## Einsatz im Zweiten Weltkrieg
Die Serienfertigung des Sherman Firefly begann Anfang 1944 unter Beteiligung von vier Royal Ordnance Factories – Woolwich, Hayes, Radcliffe und Nottingham. Seitens des britischen War Office wurden 2.100 modifizierte Sherman-Panzer geplant (in der Hauptsache kamen für die Modifikationen Sherman der Variante M4A4 zum Einsatz). Damit löste der Firefly den A30 Cruiser Mk VIII Challenger in seiner geplanten Rolle ab. Dessen Einsatz sollte sich auf jene Panzerregimente beschränken, die von Haus aus mit britischen Cromwell-Panzern ausgerüstet waren.
Bis zum 31. Mai 1944 standen den britischen und ihren alliierten Streitkräften bereits 342 der neuen Sherman Firefly zur Verfügung. In Vorbereitung auf die Landung der Alliierten in der Normandie unter Dwight D. Eisenhower vornehmlich der 21. Armeegruppe (Field Marshal Bernard Law Montgomery) zugeteilt, reichte diese Zahl aus, um jeden Zug (engl.: Troop) (die britischen Panzerstreitkräfte wurden während des Zweiten Weltkriegs vom Regiment abwärts in Squadrons bzw. Troops eingeteilt, wobei jeder Troop aus vier Kampfwagen bestand) mit je einem Firefly auszurüsten.
Zum ersten Mal in Kampfhandlungen eingesetzt wurde der Sherman Firefly am D-Day in der Normandie – unter anderem im Panzerregiment Staffordshire Yeomanry (ein ehemaliges Freiwilligen-Kavallerieregiment) am Landungsabschnitt Sword. In den folgenden Wochen war der Sherman Firefly in diverse Einzelgefechte zwischen deutschen und alliierten Einheiten verwickelt. Die Behauptung, dass deutsche Einheiten den Sherman Firefly als Ziel höherer Priorität ansahen, lässt sich anhand von Zahlen bis zum 23. Juni 1944 nicht ohne weiteres bestätigen. So kommt ein britischer Bericht zu dem Schluss, dass bis zum 23. Juni in vier alliierten Brigaden 29 Prozent der Standardpanzer verlorengingen, aber nur 19 Prozent der eingesetzten Fireflies.

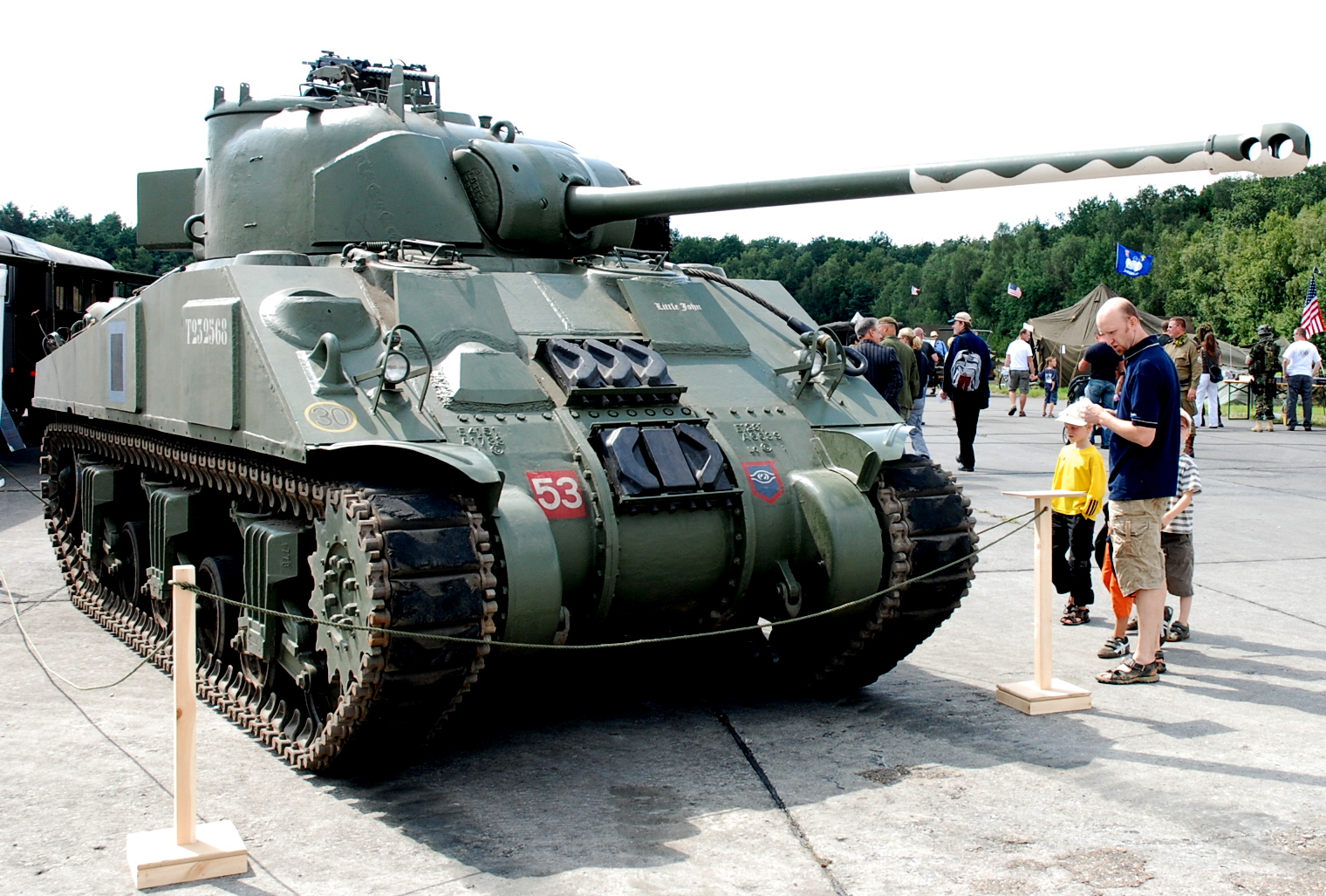
Sherman Firefly Mk Ic (2008); Geschützrohr mit Konterschattierung als Tarnanstrich.

Durch die im Gegensatz zur 75-mm-Kanone des Standard-Sherman erheblich längere 17-pdr waren die Firefly auch für ihre deutschen Gegner leicht auszumachen. Panzerbesatzungen versuchten daraufhin z. B. durch den Einsatz von Farbe und Pinsel, die 4,20 m lange Kanone zu tarnen. Aufgrund der Tatsache, dass sich die wesentlichen Modifikationen auf Bewaffnung und Turm beschränkten, blieben die Sherman Firefly gegen Feindbeschuss aber gleichermaßen empfindlich wie die anderen Sherman-Panzer. Trotz dieser Tatsache und des Umstandes, dass viele Besatzungen ohne umfangreiches Training in den Einsatz geschickt wurden, machten verschiedene Einzelgefechte das Potential des Sherman Firefly deutlich.
Neben britischen und kanadischen Truppen operierten auch in den Reihen der neuseeländischen, polnischen und südafrikanischen Kontingente Panzer vom Typ Sherman Firefly bei den Vorstößen in Westeuropa und Italien. So waren mit dem Firefly ausgerüstete Verbände an den Gefechten der 1. Polnischen Panzerdivision während des Kampfes um den Kessel von Falaise beteiligt.

## Einsatz in der Nachkriegszeit
Insgesamt rollten zwischen Januar 1944 und Mai 1945 zwischen 2.139 bis 2.239 Sherman Firefly vom Band. Deren Einsatz nach dem Kriegsende lässt sich nur begrenzt nachvollziehen. Allerdings setzten in den Nachkriegsjahren Italien, Belgien und die Niederlande beispielsweise Sherman-Panzer mit 17-pdr-Kanone ein. Zu einem letzten Einsatz des Firefly soll es Ende der 1970er-Jahre im Libanon gekommen sein.